# Lesterville (Dakota Południowa)
Lesterville – miasto w Stanach Zjednoczonych, w stanie Dakota Południowa, w hrabstwie Yankton.